# Municipio de Hardin (Misuri)
El municipio de Hardin (en inglés: Hardin Township) es un municipio ubicado en el condado de Clinton en el estado estadounidense de Misuri. En el año 2010 tenía una población de 1706 habitantes y una densidad poblacional de 16,81 personas por km².

## Geografía
El municipio de Hardin se encuentra ubicado en las coordenadas 39°30′9″N 94°32′13″O / 39.50250, -94.53694. Según la Oficina del Censo de los Estados Unidos, el municipio tiene una superficie total de 101.5 km², de la cual 91,55 km² corresponden a tierra firme y (9,8 %) 9,95 km² es agua.

## Demografía
Según el censo de 2010, había 1706 personas residiendo en el municipio de Hardin. La densidad de población era de 16,81 hab./km². De los 1706 habitantes, el municipio de Hardin estaba compuesto por el 96,89 % blancos, el 0,7 % eran afroamericanos, el 0,64 % eran amerindios, el 0,18 % eran asiáticos, el 0,41 % eran de otras razas y el 1,17 % eran de una mezcla de razas. Del total de la población el 1,64 % eran hispanos o latinos de cualquier raza.